# Lucretia Mott
Lucretia Mott (geboren Coffin; Nantucket, 3 januari 1793 - Cheltenham, 11 november 1880) was een Amerikaanse activiste die betrokken was bij de vrouwen- en anti-slavernijbeweging. Zij was een van de schrijfsters van de Declaration of Sentiments, een document dat tijdens de Seneca Falls Conventie in 1848 werd vervaardigd om vrouwenrechten aan te kaarten. Vanwege haar talent als redenaar was ze een belangrijk figuur binnen de feministische- en anti-slavernijbeweging. Nadat slavernij in 1865 was afgeschaft, pleitte Mott voor stemrecht voor voormalige slaven. Tot haar dood in 1880 hield zij een belangrijke rol binnen verschillende sociale bewegingen. Mott was als jongvolwassene werkzaam als quakerpredikant.

## Jeugd en onderwijs
Lucretia Coffin werd geboren te Nantucket, Massachusetts. Ze was het tweede kind van Anna Folger en Thomas Coffin. Aan moederszijde stamde ze af van Peter Folger en Mary Morrell Folger en was ze dus achternicht van Founding Father Benjamin Franklin. Als dertienjarige werd ze naar de Nine Partners School te Dutchess County, New York gestuurd. Aldaar kwam zij na haar diploma-uitreiking te werken als onderwijzeres. Deze positie confronteerde haar met de vraagstukken omtrent vrouwenrechten (zoals de loonkloof tussen mannen en vrouwen). In navolging van haar familie verhuisde zij met haar man James Mott naar Philadelphia.

## Anti-slavernij beweging

### Vroege betrokkenheid bij de anti-slavernij beweging
Zoals veel quakers, was Mott tegen de slavernij. Geïnspireerd door predikant Elias Hicks weigerde zij, net als veel andere quakers, om producten te gebruiken die door slaven waren geproduceerd. Nadat ze in 1821 benoemd was tot quakerpredikante, reisde Mott in deze hoedanigheid rond. In haar preken sprak ze zich onder andere uit tegen de slavernij.
In 1833 werd, mede door James Mott, de American Anti-Slavery Society opgericht. Tijdens de oprichtingsvergadering was Lucretia Mott de enige vrouwelijke spreker. Omdat ze inmiddels een ervaren spreker was, lukte het haar om twijfelaars enthousiast te maken. Enkele dagen na deze conventie richtte Mott samen met een aantal andere vrouwen de Female Anti-Slavery Society op. In deze verenigingen kwamen witte en zwarte vrouwen samen. Mott raakte betrokken bij de zwarte gemeenschap in Philadelphia en trad aldaar regelmatig op als predikante.
Rond deze tijd droegen Abigail Lydia Mott en Lindley Murray Moore, Motts schoonzus en schoonbroer, ook bij aan de oprichting van de Rochester Anti-Slavery Society.
Ondanks de tegenstand die de anti-slavernijbeweging ervoer, en ondanks gezondheidsklachten, bleef Mott zich actief inzetten voor de beweging. Ze werd door tijdgenoten gezien als voorbeeld van een vrouw die haar taken binnenshuis kon combineren met maatschappelijke betrokkenheid. Door haar handige beheer van de financiën kon het gezin Mott regelmatig gasten, waaronder gevluchte slaven, in huis nemen. Tevens droeg Mott bij aan de organisatie van anti-slavernijmarkten en activiteiten die een belangrijke bron van inkomsten vormden voor de beweging. De bijdrage van vrouwen werd wisselend ontvangen binnen de anti-slavernijbeweging. Vanuit gevestigd religieus en sociaal gedachtegoed werd er afkeurend gekeken naar vrouwelijke sprekers.
Mott was verschillende malen aanwezig bij de nationale Anti-Slavery Conventions of American Women (in 1837, 1838 en 1839). Tijdens de conventie in 1838 werd Pennsylvania Hall, een ruimte die recentelijk geopend was door abolitionisten, verwoest door een groep tegenstanders. De vrouwen liepen gearmd door de menigte tegenstanders naar huis, waarna Motts huis en vastgoed in verschillende zwarte wijken in Philadelphia aangevallen of verwoest werden. Gedurende haar leven was Mott betrokken bij verschillende anti-slavernijverenigingen, waaronder de Philadelphia Female Anti-Slavery Society, the Pennsylvania Anti-Slavery Society (opgericht in 1838), the American Free Produce Association en de American Anti-Slavery Society.

### De World's Anti-Slavery Convention
In juni 1840 was Mott afgevaardigde bij de General Anti-Slavery Convention, ook wel bekend als de World's Anti-Slavery Convention, in Londen. Voordat de conventie begon, stemden de mannelijke afgevaardigden dat de vrouwelijke delegaten niet actief mochten participeren en in een aparte ruimte moesten verblijven. De mannen waren bang dat vrouwenrechten een rol zouden gaan spelen tijdens de conventie en dat de eisen van de anti-slavernijbeweging zouden verwateren door een vermenging met de eisen van de vrouwenbeweging. Tevens werd het nog steeds als sociaal onwenselijk gezien dat vrouwen participeerden in politieke zaken. Desalniettemin was een aantal mannen tegen deze scheiding en kozen Nathaniel Peabody Rogers, William Adam en anderen ervoor om in de vrouwenruimte te gaan zitten.
Geïnspireerd door de actieve anti-slavernijbeweging in Engeland en Schotland begon Mott eenmaal thuis aan een lezingentoer door de Verenigde Staten. Ze ontmoette verschillende voorstanders van de slavernij om hen met de immoraliteit van de slavernij te confronteren. Bij een lezing in het District of Columbia waren veertig Congresleden aanwezig. Ook mocht ze op gesprek komen bij president John Tyler die onder de indruk was van haar lezingen.

## Vrouwenbeweging

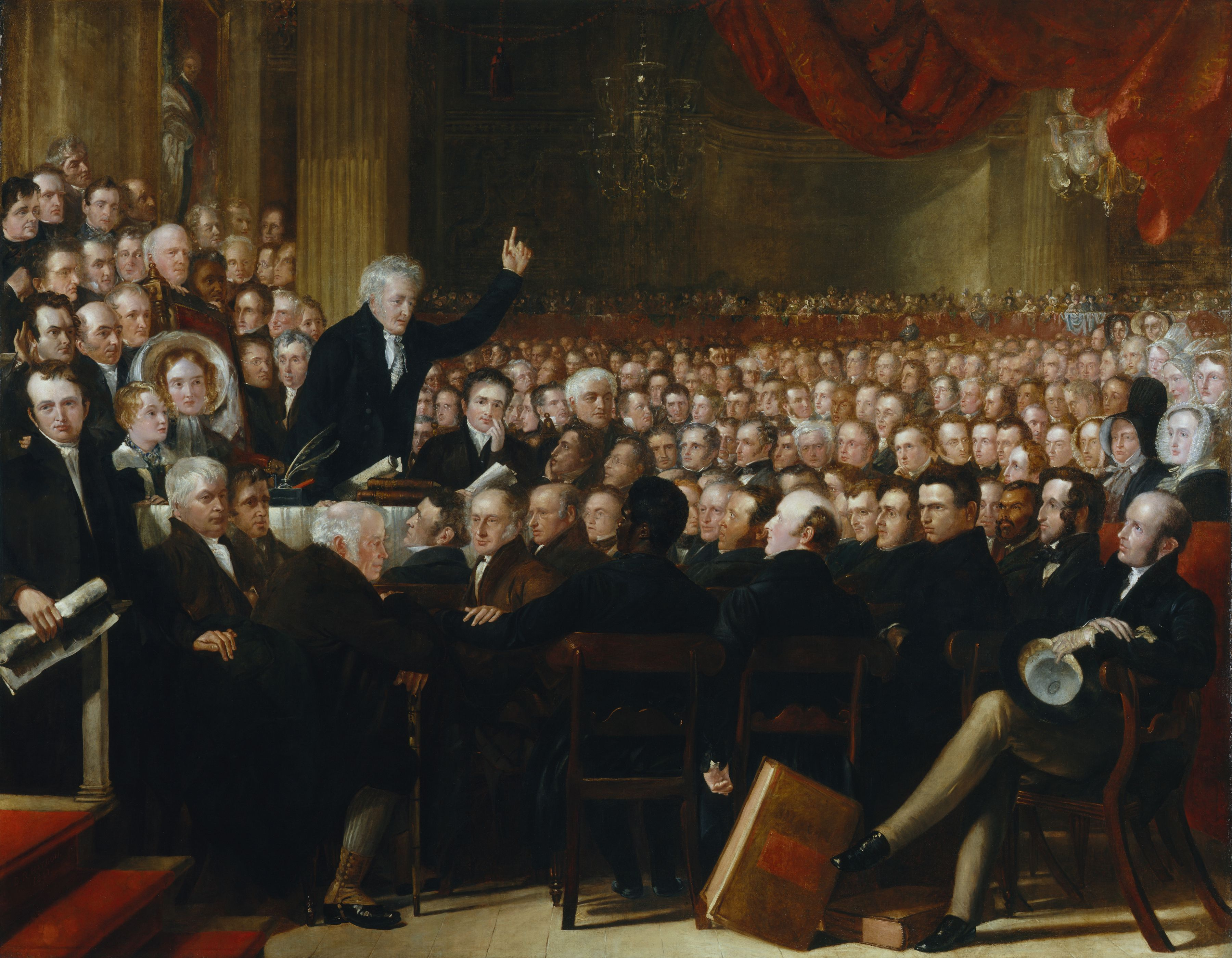
Schilderij van de Anti-Slavery Society Convention in 1840 door Benjamin Robert Haydon.

Mott ontmoette Elizabeth Cady Stanton tijdens de World's Anti-Slavery Convention in 1840. Aldaar hadden de twee de mogelijkheid van een conventie over vrouwenrechten al besproken. Rond deze tijd omvatte de discussie omtrent vrouwenrechten verschillende thema’s, waaronder gelijke rechten binnen het huwelijk en echtscheiding. Mott had veel vertrouwen in Cady Stantons visie op vrouwenrechten en steunde haar dan ook in het controversiële standpunt dat echtscheiding makkelijker gemaakt diende te worden en dat vrouwen meer zeggenschap over de kinderen dienden te krijgen. In 1866 richtten Mott en Stanton, samen met Susan B. Anthony en Lucy Stone de American Equal Rights Association op. Mott werd de eerste president van de vereniging. In 1867 raakt de vereniging betrokken bij de aanloop naar twee referenda in Kansas omtrent stemrecht voor vrouwen en zwarte mensen. Nadat Anthony en Cady Stanton steun hadden aanvaard van George Francis Train, een rijke zakenman en openlijke racist, beëindigde Mott haar werkzaamheden voor de American Equal Rights Association, hoewel ze later nog een lijmpoging probeerde te doen. De leden van de vereniging waren het fundamenteel oneens over de vraag of het kiesrecht voor zwarte mannen of het kiesrecht voor vrouwen voorrang diende te krijgen.

### Seneca Fallsconventie
In 1848 organiseerden Mott en Cady Stanton een conventie omtrent vrouwenrechten te Seneca Falls, New York. Deze conventie wordt regelmatig genoemd als het startschot van de Amerikaanse vrouwenbeweging. Hoewel Mott oorspronkelijk tegen de eis voor vrouwenkiesrecht was, ze vond politiek gecorrumpeerd door slavernij en immoraliteit, werd het kiesrecht aangenomen als een van de resoluties. Mott paste haar visie aan en tekende the Declaration of Sentiments, een document met punten die moesten worden verbeterd voor vrouwen om gelijk te worden behandeld als mannen, geïnspireerd door het pamflet van Olympe de Gouges, Déclaration des Droits de la Femme et de la Citoyenne, als kritiek op de Franse Verklaring van de rechten van de mens en de burger.
Hoewel Mott zich tegen het kiesstelsel uitsprak, was zij zelf al vóór de Seneca Fallsconventie betrokken in de politiek. In juni 1848 hadden vijf leden van de Liberty Party tijdens een conventie op Mott gestemd als hun kandidaat voor vicepresident. Van de negen kandidaten, kwam Mott op de vierde plek.

### Publicaties
In 1849 werd Motts Sermon to the Medical Student gepubliceerd. In 1850 publiceerde Mott haar lezing Discourse on Woman over de beperkingen die de Amerikaanse vrouw opgelegd werden.

## Pacifisme
Mott was pacifistisch en bezocht in de jaren dertig van de negentiende eeuw verschillende bijeenkomsten van de New England non-Resistance Society. Ze sprak zich uit tegen de oorlog met Mexico. Naar aanleiding van de Amerikaanse Burgeroorlog, verdubbelde Mott haar inzet om geweld en oorlog te beëindigen. Ze had een belangrijke rol in de Universal Peace Union (opgericht in 1866).

## Levensloop

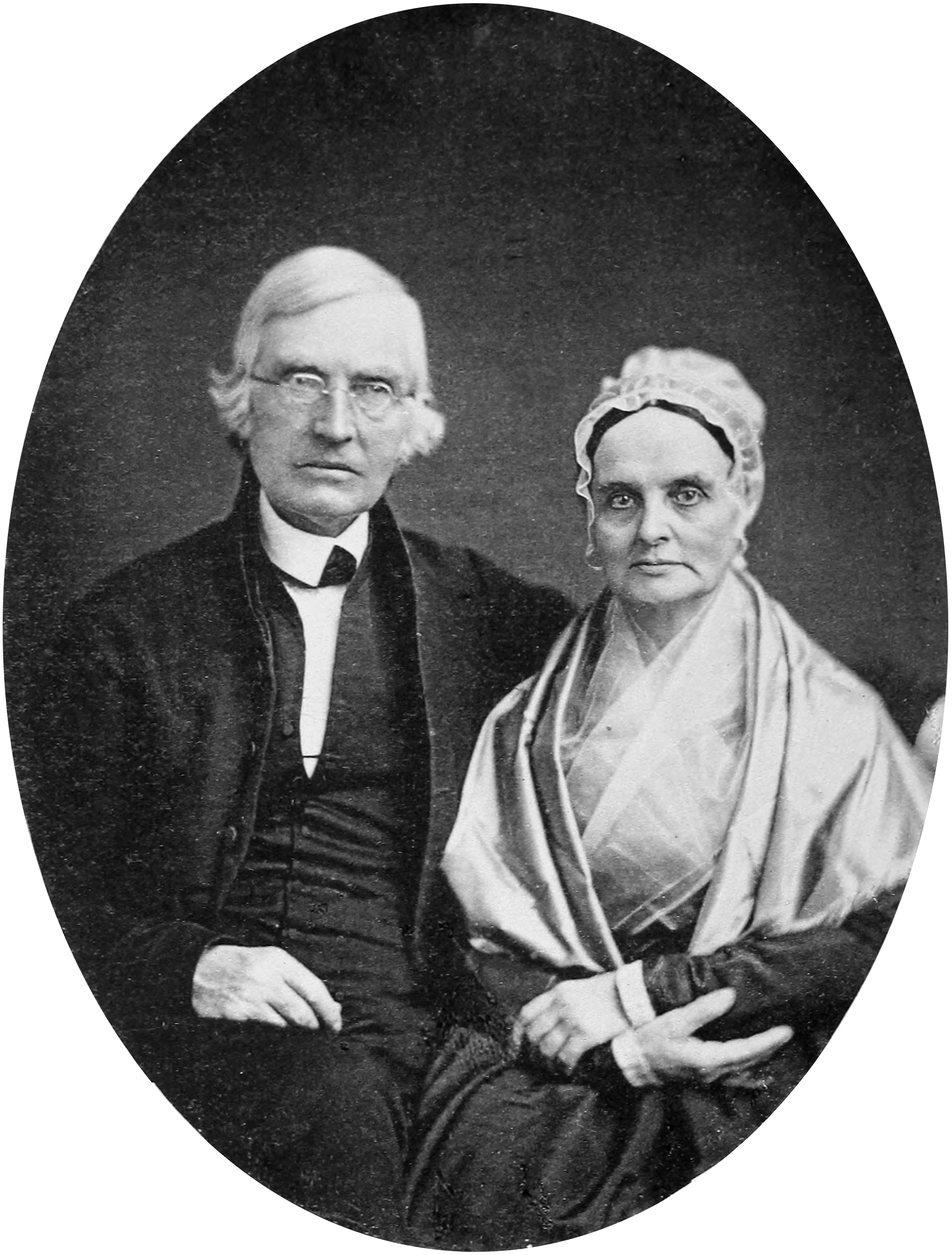
Daguerreotypie van Lucretia en James Mott, door William Langenheim, 1842.

Mott trouwde op 10 april 1811 met James Mott. Het echtpaar kreeg zes kinderen, van wie de tweede, zoon Thomas, stierf op tweejarige leeftijd. Gedurende hun leven raakten alle vijf overlevende kinderen betrokken bij verschillende sociale bewegingen, waaronder de anti-slavernijbeweging. Motts achterkleindochter, May Hallowell Louw, was een bekende Amerikaanse artieste.
Mott stierf aan longontsteking op 11 november 1880 te Cheltenham, Pennsylvania. Ze is 87 jaar geworden.

## Nalatenschap

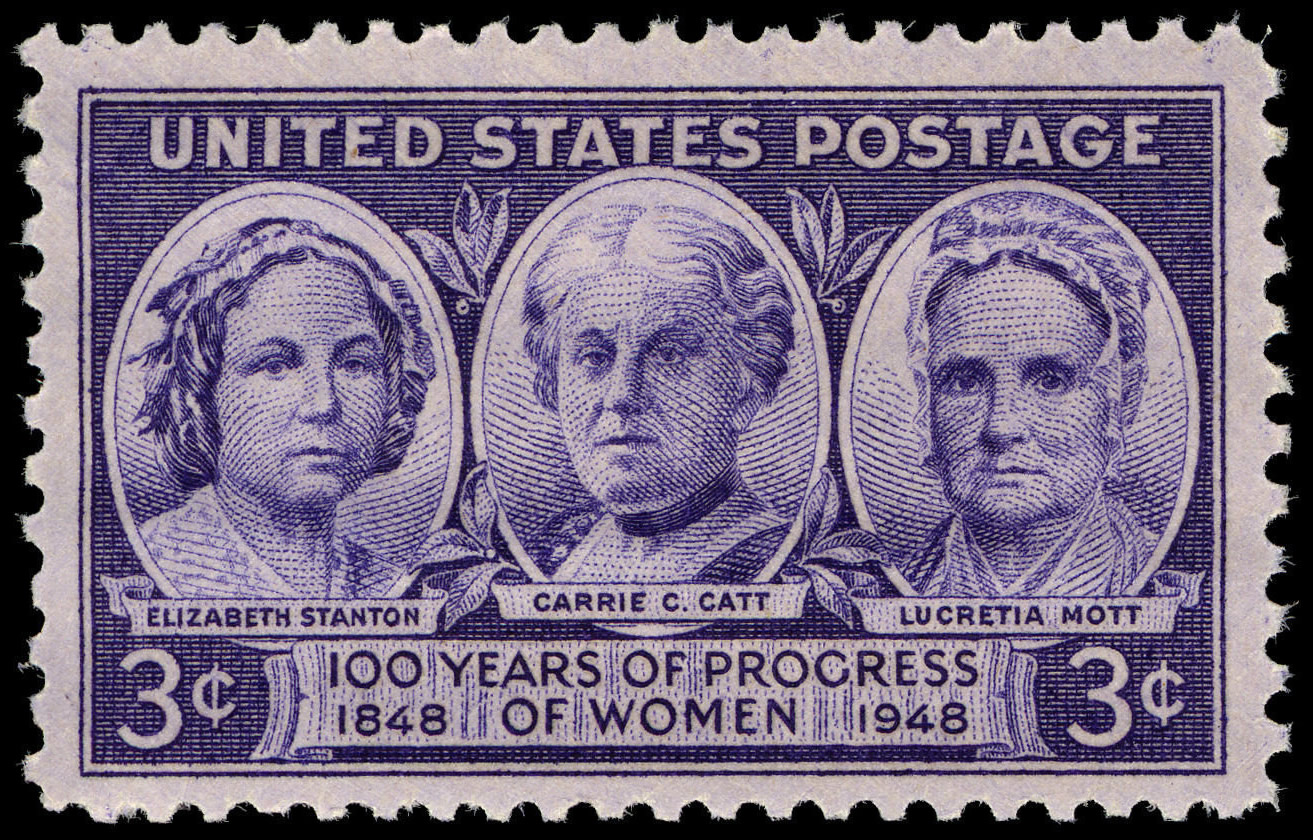
Postzegel uit 1948 met rechts Lucretia Mott

Mott was een mentorfiguur voor Elizabeth Cady Stanton. Zij zette na Motts dood haar werk voort. Door tijdgenoten werd Mott gezien als de belangrijkste negentiende-eeuwse Amerikaanse vrouw.
In 1948 werd er ter herdenking van de Seneca Fallsconventie honderd jaar eerder een postzegel geproduceerd waarop Mott, Cady Stanton en Carrie Chapman Catt afgebeeld waren. Mott, Cady Stanton en Anthony worden tevens afgebeeld in een beeldhouwwerk van Adelaide Johnson in het Capitool te Washington D.C. Dit beeldhouwwerk, publiek onthuld in 1921, heeft sinds 1997 een prominente plek in de hal van het Capitool.
Tevens is de Lucretia Mott School te Washington D.C. naar haar vernoemd.

### Tien dollar biljet
In 2016 werd aangekondigd dat in 2020, ter ere van het eeuwfeest van Negentiende amendement van de grondwet van de Verenigde Staten, verschillende bankbiljetten herontworpen zullen worden. Het tien dollar biljet zal, ter ere van de vrouwenkiesrechtbeweging, het aangezicht van Mott, Sojourner Truth, Susan B. Anthony, Elizabeth Cady Stanton en Alice Paul dragen. Ook de vrouwenkiesrechtparade van 1913 zal afgebeeld worden.